# Kosjerić (selo)
Kosjerić (selo) (Servisch cyrillisch Косјерић (село)) is een plaats in de Servische gemeente Kosjerić. De plaats telt 1023 inwoners (2002).